# 奈爾斯鎮區 (印第安納州特拉華縣)
奈爾斯鎮區（英語：Niles Township）是位於美國印第安納州特拉華縣的一個行政鎮區。

## 地方資料
根據2010年美國人口普查的數據，奈爾斯鎮區的面積為76.70平方千米，當中陸地面積為76.40平方千米，而水域面積為0.30平方千米。當地共有人口1360人，而人口密度為每平方千米17.73人。